# Дуванне
Дува́нне (рос. Дуванное) — присілок у складі Опарінського району Кіровської області, Росія. Входить до складу Стрільського сільського поселення.
Населення становить 43 особи (2010, 93 у 2002).
Національний склад станом на 2002 рік — росіяни 87 %.